# NGC 6746
NGC 6746 (również PGC 62852) – galaktyka eliptyczna (E-S0), znajdująca się w gwiazdozbiorze Pawia. Odkrył ją John Herschel 11 sierpnia 1836 roku.